# Mars 2005
| Mars 2005 |
| Månader under 2005: Januari · Februari · Mars · April · Maj · Juni · Juli · Augusti · September · Oktober · November · December ← December 2004 · Januari 2006 → |

## Tisdagen den1 mars2005
- Grönt te skyddar hjärtceller (nyhet från svenska Wikinews)
- Melatonintillägg motverkar sömnlöshet (nyhet från svenska Wikinews)
- Nytt varningssystem för översvämningar introduceras i Rumänien (nyhet från svenska Wikinews)
- Brittiska investerare ökar sitt intresse för Rumänien (nyhet från svenska Wikinews)
- Libanons regering avgår efter protester (nyhet från svenska Wikinews)
- 130 dödade av självmordsbomb i Irak (nyhet från svenska Wikinews)
- Allt fler Lundabor flyttar till Kävlinge (nyhet från svenska Wikinews)
- Solarier ökar risken för hudcancer, enligt SSI (nyhet från svenska Wikinews)

## Onsdagen den2 mars2005
- Ernst Zündel utvisad från Kanada (nyhet från svenska Wikinews)
- Arbetsgrupp inom folkpartiet lägger fram nytt förslag på integrationspolitiskt program (nyhet från svenska Wikinews)

## Torsdagen den3 mars2005
- Fransk bankman mördad i Schweiz (nyhet från svenska Wikinews)
- Feminister lanserar nytt parti på kvinnodagen (nyhet från svenska Wikinews)

## Fredagen den4 mars2005
- I Irak släpps en kidnappad italiensk journalist men såras senare av amerikanska soldater vid skottlossning.
- Syriens president Bashar al-Assad väntas den 5 mars tillkännage syriskt tillbakadragande ur Libanon

## Lördagen den5 mars2005
- Storbrand i kvarter i Kristianstads innerstad.
- De syriska trupperna kommer att lämna Libanon efter nästan 30 år.

## Söndagen den6 mars2005
- USA och Frankrike kräver att Syrien omedelbart lämnar Libanon. Denna nyhet på svenska Wikinews.

## Måndagen den7 mars2005
- CIA skickar misstänkta utomlands för "tolkning"
- Lastbil i brand på E4
- Storbrand i kvarter i Kristianstads innerstad

## Tisdagen den8 mars2005
- Kina hotar använda "icke-fredliga medel"
- Bolivias president avgår
- TV3-fotograf överfallen i Malmö
- Den tjetjenske rebelledaren och expresidenten Aslan Maschadov dödas.
- Kosovos premiärminister Ramush Haradinaj avgår.

## Onsdagen den9 mars2005

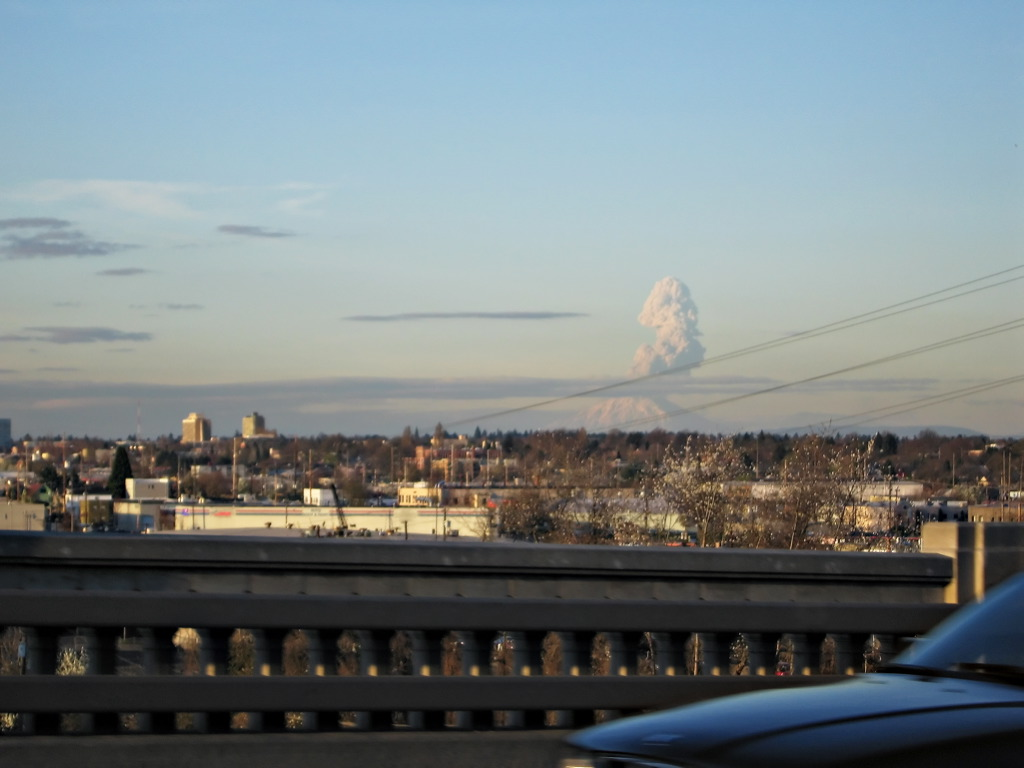
Ångmoln stiger från Mt St Helens.

- Våldsamt på Zanzibar inför valet i oktober
- Nya våldsamheter i Irak
- Maschadov dödad av ryska trupper
- Cyklonen "Ingrid" drabbar Queensland
- Vulkanen Mount St Helens spyr ut aska
- FN:s generalförsamling antar uttalande mot kloning
- Deltidsarbetande ska ha rätt att arbeta heltid

## Torsdagen den10 mars2005
- Enhetsskatt ökar löner i Rumänien
- Creedence Clearwater Revival på Scandinavium
- Tunnelbygge i Åre försenas efter ekonomiskt bakslag
- Stopp för försäljning av allmännyttan i Stockholm

## Fredagen den11 mars2005
- Ny brittisk anti-terroristlag antagen efter 30 timmars debatt
- FN:s tar fram sexårig utvecklingsplan för Sudan

## Lördagen den12 mars2005
- Ingen trängselskatt i höst efter besked i regeringsrätten

## Måndagen den14 mars2005
- Slovakien klart för euro 2009
- Polisstation i Hoting nedläggningshotad
- Skabbepidemi i Karlshamn dyr för kommunen

## Tisdagen den15 mars2005
- Lula da Silvas parti tog emot pengar från FARC, enligt nya dokument
- Endast svenska tillåts på arbetsplatsen

## Torsdagen den17 mars2005
- Tre män i Skåne har gripits för misstanke om trafficking.
- Lena Hallengren riskerar åtal för bedrägeri.
- Ardalan Shekarabi anklagas för fusk i SSU.
- Ibrahim Baylan anklagas för valfusk i SSU.

## Söndagen den20 mars2005
- De första tranorna har landat på Hornborgasjön utanför Skara
- 14 skadade i explosion i Colorado
- Explosion skadade 11 i Beirut
- Kraftigt jordskalv i södra Japan, tsunamivarning utfärdad
- 22-åring ihjälskjuten i Lindesberg

## Fredagen den18 mars2005
- Kidnappade Irak-svensken Minas Ibrahim al-Yousifi har frisläppts.

## Måndagen den21 mars2005
- Enligt en opinionsundersökning i DI är moderaterna större än socialdemokraterna

## Torsdagen den24 mars2005
- Tusentals oppositionella demonstraner i Kirgizistans huvudstad Bisjkek kräver president Akajevs avgång.[1]

## Fredagen den25 mars2005
- Isjenbaj Kadyrbekov utses som president i Kirgizistan efter f.d presidenten Akajevs flykt från landet.

### Fotnoter
1. ↑  Moa Mattfolk (24 mars 2005). ”Regeringsbyggnad stormad i Kirgizistan”. Yle. https://svenska.yle.fi/artikel/2005/03/24/regeringsbyggnad-stormad-i-kirgizistan. Läst 11 september 2016.